# Johann Andreas Genßler
Johann Andreas Genßler (* 12. Mai 1748 in Hildburghausen; † 19. Mai 1831 ebenda) war ein deutscher evangelischer Theologe und Historiker.

## Leben
Johann Andreas Genßler, der Sohn eines Ratsherrn und Seilers, besuchte Schulen in seiner Heimatstadt und ein Gymnasium in Coburg. Danach studierte er an der Universität Jena Theologie. Im Jahr 1768 kehrte er nach Hildburghausen zurück, wo er bis zu seinem Tod am 19. Mai 1831 verweilte und mehrere Ämter innehielt. So war er ab 1772 Hauslehrer, 1777 Lehrer des Erbprinzen Friedrich von Sachsen-Hildburghausen, ab 1790 Hofprediger, ab 1797 Konsistorialrat und Oberhofprediger. Geheimer Kirchenrat wurde Genßler im Jahr 1800, Generalsuperintendent 1819.
Seit 1818 war er korrespondierendes Mitglied der Bayerischen Akademie der Wissenschaften. Als Meister vom Stuhl leitete er von 1816 bis 1818 die Hildburghäuser Freimaurerloge „Karl zum Rautenkranz“. Die Universität Würzburg und die Universität Jena zeichneten ihn mit Ehrendoktorwürden aus.

## Werke
- Geschichte des fränkischen Gaues Grabfeld, Schleusingen 1802. Digitalisat
- Die Vandalen des 18. Jahrhunderts oder Geschichte des französischen Einfalls in einen Landstrich in Franken (Hildburghausen 1796)